# 正百二十胞体

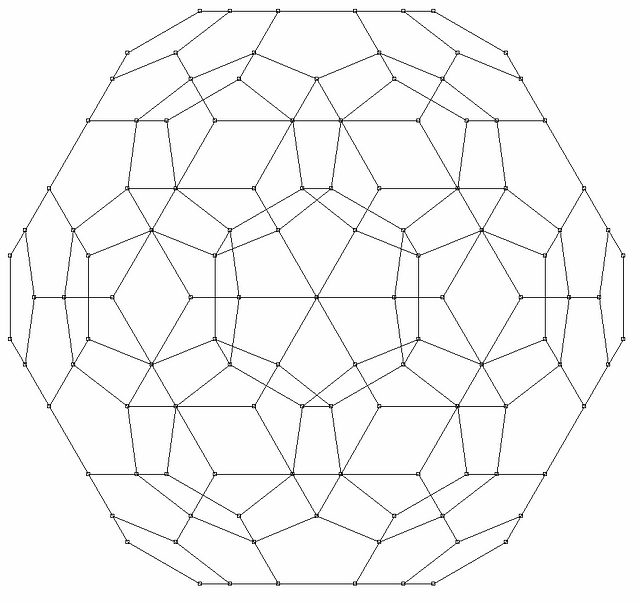
正百二十胞体

正百二十胞体（せいひゃくにじゅうほうたい、英: Regular hecatonicosachoron）とは、 四次元正多胞体の一種で120個の正十二面体からなる、三次元の正十二面体に相当する図形である。

## 構成要素
- 胞（構成立体）：正十二面体120個
- 面：720枚の各正五角形に正十二面体2個が集まる。
- 辺：1200本の各辺に正五角形3枚、正十二面体3個が集まる。
- 頂点：600個の各頂点に辺4本、正五角形6枚、正十二面体4個が集まる。
- 面、辺、頂点に集まる図形の数はそれぞれの形状により、線分の端点の数（パスカルの三角形の第3段）、正三角形の頂点と辺の数（第4段）、正四面体の頂点と辺と面の数（第5段）に等しい。
- 双対：正六百胞体
- シュレーフリの記号：{5,3,3}

## 頂点座標
600個の頂点の座標は次の通り。ここで ϕ は黄金比 (1+√5)/2 である。
- (0, 0, ±2, ±2)   (複号任意)の全ての置換 24個
- (±1, ±1, ±1, ±√5)   (複号任意)の全ての置換 64個
- (±ϕ−2, ±ϕ, ±ϕ, ±ϕ)   (複号任意)の全ての置換 64個
- (±ϕ−1, ±ϕ−1, ±ϕ−1, ±ϕ2)   (複号任意)の全ての置換 64個
- (0, ±ϕ−2, ±1, ±ϕ2)   (複号任意)の全ての偶置換 96個
- (0, ±ϕ−1, ±ϕ, ±√5)   (複号任意)の全ての偶置換 96個
- (±ϕ−1, ±1, ±ϕ, ±2)   (複号任意)の全ての偶置換 192個